# Jianshi (meteoryt)
Jianshi – meteoryt żelazny z grupy IIIAB, znaleziony 1890 w chińskiej prowincji  Syczuan. Całkowita masa meteorytu jaką obecnie dysponuje się wynosi 600 kg. Meteoryt Jianshi jest jednym z sześciu zatwierdzonych meteorytów znalezionych w tej prowincji.